# Tulio Enrique León
Tulio Enrique León Ordóñez (Maracaibo, 17 de enero de 1938 - Maracaibo, 18 de marzo de 1982) fue un pianista, organista, acordeonista, compositor y arreglista venezolano. Fue conocido como "El artista del teclado".

## Biografía
Tulio Enrique León Ordóñez fue hijo de Natividad Ramona Ordóñez del Castillo y Tulio Enrique León González. Nació carente de la vista, motivado a un golpe que recibió su madre cuando esperaba su nacimiento y que afectó los nervios ópticos. Coincidencialmente, su madre era invidente y el motivo fue también el mismo de su hijo por lo que no hubo causa hereditaria. 
La atracción por la música la sintió desde muy pequeño, cuando fabricaba, según él, tocadiscos con combinaciones ingeniosas. Fabricaba una corneta con cartulina, a la cual le colocaba una aguja de máquina de coser deslizándola sobre un disco y así conseguía sacarle un raro sonido con el que se conformaba un poco a falta de un verdadero tocadiscos. 
En el año 1947, Nicolás Vale Quintero, director y propietario de la emisora radial "Ondas del Lago", inició un movimiento para conseguir dinero con la ayuda de la audiencia de la emisora, dinero que sería necesario para que Tulio Enrique León pudiera ser llevado a los Estados Unidos y puesto en las manos del famoso oftalmólogo español, doctor Ramón Castroviejo, de quien se sabía había logrado con éxito trasplantes de córnea, devolviéndole así la vista a otras personas. La visita al doctor Castroviejo sirvió para que Tulio Enrique León se enterara oficialmente, de que el motivo de su ceguera era la atrofia del nervio óptico y por ende no podría devolvérsele la vista. El médico, en vista de lo irreversible de la enfermedad, le recomendó a sus padres, que utilizaran el dinero que habían reunido para la operación, para que compraran un piano, así Tulio Enrique León aprendería a tocarlo, y de esta forma intentarían restablecer su confianza, dentro de sus limitaciones, en el futuro. 
La familia León Ordóñez regresó a Maracaibo con el piano que le habían aconsejado comprar y Tulio Enrique León se dedicó al aprendizaje del mismo. Su primer profesor fue Elías Núñez Beceira (1920-1982), quien era Primer Clarinete de la "Banda Bolívar" de Maracaibo. Cinco años después quedó bajo la tutela musical de Guillermo Sillie, quien por tres años le impartió sus conocimientos musicales, mientras que simultáneamente aprendía la ejecución del acordeón, como declararía varios años después. Para ese momento ya Tulio Enrique León ejecutaba bien el instrumento y comenzó a ganar dinero tocando ambos instrumentos.
La obsesión de Tulio Enrique era tocar el órgano, pues escuchaba con frecuencia la emisora Radio Caracas, en la cual se presentaba el organista panameño Salvador Muñoz. Se decidió a vender el piano, adquiriendo hacia 1950 un órgano Hammond y se dedicó de lleno a su estudio. Llegó a ser tan popular con el nuevo instrumento, que descuidó la ejecución del acordeón.

## Carrera artística
Hacia 1959 es contratado por la empresa discográfica venezolana "El Disco de Moda", propietaria de la marca "Discomoda", con la que se vinculó hasta antes de su fallecimiento y que en la actualidad reedita digitalmente sus grabaciones. En el año 1961 viaja a Caracas y actúa en el canal televisivo, ya desaparecido Televisa, que se convertiría después en Venevisión. Al ser escuchado, es contratado para debutar en un espacio musical llamado "Show de Show", donde interpreta una melodía que siempre pidió su público: "Río Manzanares". Los espacios El Show de Renny, La feria de la alegría y Sábado Sensacional, en los cuales se presentó con alguna frecuencia, sirvieron para consolidar su carrera artística. Logra ubicarse, siendo artista exclusivo del sello Discomoda, en el número 61 entre los 100 artistas más populares del mundo, según la lista Billboard del 17 de abril de 1965.
Fueron varios los reconocimientos que Tulio Enrique León recibió durante su carrera artística, entre ellos 10 discos de oro, La Estrella de oro, el Sucre de Oro y muchos otros a nivel nacional e internacional. Tulio Enrique León también fue condecorado con la Orden Francisco de Miranda en su Segundo Grado, condecoración que le fue impuesta por el entonces Presidente de Venezuela, Carlos Andrés Pérez.

## Proyección internacional
Gracias a un convenio mantenido por la empresa "El Disco de Moda" con la ya desaparecida empresa transnacional discográfica EMI Music su música tuvo proyección internacional. Por ello, en algunos mercados fue posible hallar sus grabaciones bajo el sello Odeón, propiedad de EMI. Éxitos como "La pollera amarilla", "Ron y tabaco", "El cable submarino", "La pegajosa", "Este es el ritmo", "Cumbia algarrobera" entre otros, comenzaron a ser difundidos con frecuencia entre las emisoras de radio latinoamericanas. En algún momento, después de su fallecimiento, la música de León ha sido reeditada digitalmente, fuera de Venezuela y su música aún es colocada esporádicamente en radio.

## Fallecimiento
Falleció en el Hospital Universitario de Maracaibo (Zulia) días después de haber sido trasladado en ambulancia aérea desde el Hospital Luis Razzeti de Barcelona (Estado Anzoátegui), en donde había sido ingresado a causa de un accidente cerebrovascular. Al momento de su fallecimiento, tenía 43 años.

## Discografía
La discografía que se presenta a continuación, es parcial e incluye solamente los discos en formato LP, cuyos datos fueron recogidos a partir de informaciones de coleccionistas y sitios de subastas, ya que al momento de escribir esta sección, la compañía "Discomoda" no ha reeditado los álbumes en formato digital con su repertorio y artes gráficas originales. Solo existen compilaciones parciales en forma digital.
| Año de publicación | Número de serie | Título                            | Discográfica                             |
| 1962               | DCM-269         | Este es el ritmo                  | El Disco de Moda - Discomoda (Venezuela) |
| 1962               | DCM-285         | Su nuevo estilo al órgano         | El Disco de Moda - Discomoda (Venezuela) |
| 1963               | DCM-307         | El órgano está de moda            | El Disco de Moda - Discomoda (Venezuela) |
| 1963               | DCM-359         | El dengue                         | El Disco de Moda - Discomoda (Venezuela) |
| 1964               | DCM-386         | ¡Más ritmo!                       | El Disco de Moda - Discomoda (Venezuela) |
| 1965               | DCM-438         | El artista del teclado            | El Disco de Moda - Discomoda (Venezuela) |
| 1966               | DCM-468         | Tulio internacional               | El Disco de Moda - Discomoda (Venezuela) |
| 1966               | DCM-493         | Dentro del ritmo                  | El Disco de Moda - Discomoda (Venezuela) |
| 1967               | DCM-535         | Desde la Argentina                | El Disco de Moda - Discomoda (Venezuela) |
| 1967               | DCM-562         | Vacaciones en Venezuela           | El Disco de Moda - Discomoda (Venezuela) |
| 1967               | DCM-576         | Ritmo sabroso                     | El Disco de Moda - Discomoda (Venezuela) |
| 1968               | DCM-608         | Más ritmo sabroso                 | El Disco de Moda - Discomoda (Venezuela) |
| 1968               | DCM-627         | Gozando                           | El Disco de Moda - Discomoda (Venezuela) |
| 1969               | DCM-654         | Rica cumbia                       | El Disco de Moda - Discomoda (Venezuela) |
| 1969               | DCM-661         | Vacaciones en Venezuela Vol. II   | El Disco de Moda - Discomoda (Venezuela) |
| 1969               | DCM-694         | Con Tulio es mejor la cumbia      | El Disco de Moda - Discomoda (Venezuela) |
| 1969               | DCM-701         | Vacaciones en Venezuela Volumen 3 | El Disco de Moda - Discomoda (Venezuela) |
| 1969               | DCM-712         | ¡Solamente esto!                  | El Disco de Moda - Discomoda (Venezuela) |
| 1970               | DCM-739         | Viajando con Tulio                | El Disco de Moda - Discomoda (Venezuela) |
| 1971               | DCM-758         | Los hits del momento              | El Disco de Moda - Discomoda (Venezuela) |
| 1972               | DCM-790         | Los hits del momento, Vol II      | El Disco de Moda - Discomoda (Venezuela) |
| 1972               | DCM-800         | Saaa... brosísimo                 | El Disco de Moda - Discomoda (Venezuela) |
| 1972               | DCM-829         | Éxitos y más éxitos               | El Disco de Moda - Discomoda (Venezuela) |
| 1973               | DCM-866         | El nuevo Tulio Enrique            | El Disco de Moda - Discomoda (Venezuela) |
| 1974               | DCM-904         | El nuevo Tulio Enrique Vol.II     | El Disco de Moda - Discomoda (Venezuela) |
| 1975               | DCM-930         | Vacaciones en Venezuela Vol. IV   | El Disco de Moda - Discomoda (Venezuela) |
| 1975               | DCM-957         | El nuevo Tulio Enrique Vol. III   | El Disco de Moda - Discomoda (Venezuela) |
| 1976               | DCM-977         | Vacaciones en Venezuela Vol. V    | El Disco de Moda - Discomoda (Venezuela) |
| 1980               | DCM-1096        | A millón                          | El Disco de Moda - Discomoda (Venezuela) |
| 1980               | DCM-1112        | Vacaciones en Venezuela Vol VI    | El Disco de Moda - Discomoda (Venezuela) |
| 1980               | DCM-1136        | En la onda                        | El Disco de Moda - Discomoda (Venezuela) |